# Psoltinus mucronifer
Psoltinus mucronifer är en insektsart som beskrevs av Carl Stål 1859. Psoltinus mucronifer ingår i släktet Psoltinus och familjen Stenocephalidae. Inga underarter finns listade i Catalogue of Life.